# Symposium (klassieke literatuur)
Symposium of symposion (Gr. συμπόσιον) betekent letterlijk "samen drinken". Het is in het oude Griekenland een feest waarbij gedineerd, gedronken, gebeden en (vooral) gediscussieerd wordt (zie daarvoor: symposion).
In de klassieke literatuur dragen twee werken de titel Symposium, een van de hand van Plato en een van Xenophon. Beide werken beschrijven een symposium waar de Griekse filosoof Socrates aan deelneemt en schetsen een beeld van zijn persoon en handelen. Deze werken worden gevolgd door een Apologia Sokratous, die de verdediging en terechtstelling van Socrates beschrijft.

## Externe link

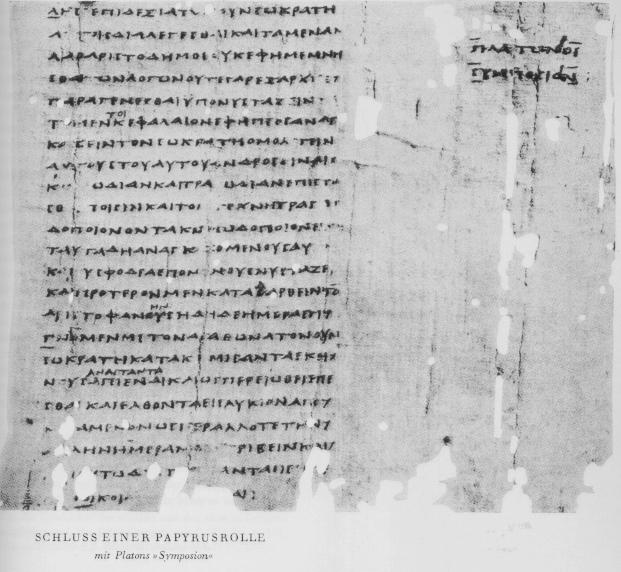
Papyrus van Plato's Symposion